# Охонуш
Охонуш — река в России, протекает в Усть-Канском районе Республики Алтай. Длина реки составляет 12 км.
На современных картах пересыхающее верхнее течение реки не показано. Согласно карте РККА юго-западных окрестностей Горно-Алтайска река начиналась юго-западнее гору Козкокту. Направление течения — южное, на реке стоит село Озёрное. Устье реки находится в 3 км по правому берегу реки Кан на высоте 1019 метров над уровнем моря, приустьевая часть бассейна заболочена.

## Данные водного реестра
По данным государственного водного реестра России относится к Верхнеобскому бассейновому округу, водохозяйственный участок реки — Обь от слияния рек Бия и Катунь до города Барнаул, без реки Алей, речной подбассейн реки — бассейны притоков (Верхней) Оби до впадения Томи. Речной бассейн реки — (Верхняя) Обь до впадения Иртыша. Код водного объекта — 13010200312115100008931.